# Saint-Hilaire-Cottes
Saint-Hilaire-Cottes is een gemeente in het Franse departement Pas-de-Calais (regio Hauts-de-France) en telt 734 inwoners (1999). De plaats maakt deel uit van het arrondissement Béthune.

## Geografie
De oppervlakte van Saint-Hilaire-Cottes bedraagt 7,2 km², de bevolkingsdichtheid is 101,9 inwoners per km².
De onderstaande kaart toont de ligging van Saint-Hilaire-Cottes met de belangrijkste infrastructuur en aangrenzende gemeenten.

## Demografie
Onderstaande figuur toont het verloop van het inwonertal (bron: INSEE-tellingen).